# Kruplanicz Kálmán
Krupi és laniczi Kruplanicz Kálmán (Esztergom, 1830. szeptember 13. - Esztergom, 1900. december 17.) királyi tanácsos, főispán, ügyvéd, 1848-49-es honvédhadnagy. 

## Élete
Szülei Kruplanicz Simon prímási uradalmi igazgató, esztergomi táblabíró (1839), Esztergom vármegye országgyűlési követe és Somogyi Franciska. Felesége 1862-től berethei Marton Hermina, gyermekeik Szeréna, Ludovika és Aranka voltak. Testvére Kruplanicz Sándor kéméndi prímási intéző. A család 1647-ben szerzett királyi nemességet.
Végzett jogász, Esztergom megye tiszteletbeli esküdtje lett, majd 1848-ban aljegyző.
1848 augusztus végén közvitéz lett az esztergomi önkéntes nemzetőrcsapatban, mellyel a komáromi várőrséghez került, de később hazatért. 1849 május elején beállt a 17. honvédzászlóaljhoz. Júniusban hadnagy és parancsőrtiszt lett Máriássy János ezredes, az I. hadtest egyik hadosztályának parancsnoka mellett. Állítólag báthori Schulcz Bódog hadsegéde lett mint főhadnagy.
1851-ben hogy el ne fogják, önként belépett az osztrák hadseregbe. A 11. dzsidásezredhez sorozták be. 1858-ban főhadnagyként szerelt le, majd Esztergom vármegye első aljegyzője lett. 1861-ben és 1867-ben a vármegye főjegyzőjévé választották. 1866–1868 között törvényszéki helyettes elnök, 1871-től a vármegye alispánja, majd 1894-től főispánja volt.
Az Esztergom megyei Honvédegylet tagja volt. Az Esztergom-vidéki Régészeti és Történelmi Társulat ügyvezető elnöke és a régészeti szakosztály elnöke volt.
Az esztergomi Belvárosi temetőben nyugszik.